# Éros (chanson)
Pour les articles homonymes, voir Éros (homonymie).
Pistes de Chœurs
Heureux sont ceux qui du malheur Bury Me Now
Éros est la onzième chanson de l'album Chœurs de Bertrand Cantat, Pascal Humbert, Bernard Falaise et Alexander MacSween conçu pour constituer les chœurs antiques de la trilogie « Des femmes » de Sophocle adaptée et mise en scène en 2011 par Wajdi Mouawad. Elle illustre Antigone, le second volet de la trilogie.

## Argument
Évocation par le chœur de la puissance du dieu Éros au sein de la famille des Labdacides qui poussa par méconnaissance le fils à tuer son père et s'unir à sa mère et des cousins s'épouser entre eux.
Le texte de la chanson Éros est issu du troisième stasimon de la tragédie.

## Musiciens ayant participé à la chanson
- Bertrand Cantat, chant, guitare, harmonica
- Pascal Humbert, basse, contrebasse
- Bernard Falaise, guitare
- Alexander MacSween, batterie, percussions